# Walter Garrison Runciman
Walter Garrison Runciman (ur. 10 listopada 1934, zm. 10 grudnia 2020) – brytyjski socjolog, członek Trinity College uniwersytetu Cambridge, w latach 2001–2004 prezydent Akademii Brytyjskiej, Komandor Orderu Imperium Brytyjskiego, zagraniczny członek American Academy of Arts and Sciences. Tytuły doktora honoris causa uniwersytetów w Edynburgu, Oksfordzie, Londynie i Nowym Jorku.

## Poglądy i koncepcje
Prowadzi badania głównie na polu socjologii porównawczej i historycznej. Rozwija paradygmat selekcjonistyczny stanowiący próbę przeniesienia na grunt socjologii teorii neodarwinowskiej. Oddziela ewolucję społeczną od kulturowej. W ewolucji społecznej podstawową jednostką doboru jest dla niego praktyka natomiast w kulturowej – mem.

## Publikacje
- Relative Deprivation and Social Justice: a Study of Attitudes to Social Inequality in Twentieth-Century Britain (Routledge, 1966)
- A Critique of Max Weber’s Philosophy of Social Science (Cambridge University Press, 1972),
- A Treatise on Social Theory (Cambridge University Press, Vol. 1 1983, Vol. 2 1989, Vol. 3 1997)
- The Social Animal (HarperCollins, 1998).
- The Theory of Cultural and Social Selection (ambridge University Press, 2009)